# Eleutherodactylus luteolus
Espèce
Synonymes
- Litoria luteola Gosse, 1851
- Eleutherodactylus lewisi Lynn & Dent, 1943

Statut de conservation UICN

 EN B1ab(iii) : En danger
Eleutherodactylus luteolus est une espèce d'amphibiens de la famille des Eleutherodactylidae.

## Répartition
Cette espèce est endémique de la Jamaïque. Elle se rencontre du niveau de la mer à 680 m d'altitude dans le comté de Surrey.

## Description
Les femelles mesurent jusqu'à 25 mm.

## Publication originale
- Gosse, 1851 : A naturalist's sojourn in Jamaica, p. 1-508. (texte intégral).